# Hoàng Húc Hoa
Hoàng Húc Hoa (sinh ngày 12 tháng 3 năm 1926) là một nhà thiết kế tàu ngầm của Trung Quốc. Là nhà thiết kế chính của thế hệ tàu ngầm hạt nhân đầu tiên của đất nước (Hình 091 và Hình 092), ông được coi là "cha đẻ của tàu ngầm hạt nhân của Trung Quốc". Ông là Giám đốc danh dự của Viện nghiên cứu 719 tại Vũ Hán (Viện tàu ngầm hạt nhân) của Tổng công ty Công nghiệp tàu thủy Trung Quốc, và là một viện sĩ của Học viện Kỹ thuật Trung Quốc. Công việc của ông được công bố năm 1987.

## Tiểu sử
Hoàng Húc Hoa sinh ngày 12 tháng 3 năm 1926 tại Sán Vĩ, tỉnh Quảng Đông, tổ tiên ông ở Yết Dương. Ông tốt nghiệp Đại học Giao thông Thượng Hải vào năm 1949.
Sau khi chia rẽ Trung-Xô, Nguyên soái Nhiếp Vinh Trăn đã đề xuất rằng Trung Quốc phát triển các tàu ngầm hạt nhân của riêng mình để phá vỡ sự độc quyền của Hoa Kỳ và Liên Xô, và Mao Trạch Đông chấp nhận lời đề nghị. Năm 1958, ông là một trong 29 người được chọn để phát triển chương trình, có nghĩa là thúc đẩy hạt nhân của Trung Quốc răn đe chống lại Mỹ và Liên Xô. Chúng được đặt tại Hồ Lô Đảo, một cảng trên biển Bột Hải ở tỉnh Liêu Ninh.
Vào thời điểm Trung Quốc đang ở giữa nạn đói lớn gây ra bởi Đại nhảy vọt, và kiến thức kỹ thuật bị hạn chế nghiêm trọng. Ông và các đồng nghiệp có các công cụ lỗi thời, sử dụng bàn tính để tính toán và thu thập thông tin từ các tờ báo nước ngoài. Khi một nhà ngoại giao Trung Quốc mang theo các mô hình của tàu ngầm George Washington, ông rất phấn khởi khi biết rằng thiết kế mà đội của ông đã tạo ra trên giấy gần giống với mô hình.
Khi cuộc khủng hoảng Cách mạng Văn hóa tràn qua Trung Quốc, ông và các kỹ sư khác bị bức hại. Vào cuối những năm 1960, ông cùng với đồng nghiệp của ông Tiền Lệnh Hy, bị tấn công vì lý lịch "phản động" của ông và gửi đến lao động nặng nhọc ở nông thôn, nơi mà ông đã trải qua hai năm chăn nuôi lợn. Nghĩ lại, ông nhớ những năm này là "thời gian dễ dàng duy nhất" của cuộc đời ông, vì ông không có trách nhiệm gì khác ngoài việc nuôi lợn.
Năm 1970, Trường Chinh I — chiếc tàu ngầm hạt nhân đầu tiên của Trung Quốc, đã bắt đầu thử nghiệm ở biển. Nó bắt đầu hoạt động vào năm 1974, khiến Trung Quốc trở thành quốc gia thứ năm sở hữu một tàu ngầm hạt nhân, sau Hoa Kỳ, Liên Xô, Anh Quốc và Pháp. Chiếc thuyền đã ngừng hoạt động hơn bốn thập kỷ sau đó, và hiện được trưng bày tại Bảo tàng Hải quân Trung Quốc ở Thanh Đảo. Trong thập niên 1970 và 1980, ông tiếp tục phát triển tàu ngầm tên lửa đạn đạo hạt nhân đầu tiên của Trung Quốc (SSBN), Hình 092.
Vào tháng 11 năm 2017, ông được trao danh hiệu "Hình mẫu quốc gia vì đức hạnh". Trong một buổi lễ truyền hình trên toàn quốc ở Bắc Kinh, Chủ tịch Tập Cận Bình đích thân mời ônng ngồi cạnh để chụp ảnh. Sự kiện này đã được báo cáo rộng rãi trong các phương tiện truyền thông Trung Quốc.

## Cuộc sống cá nhân
Ông đã kết hôn và có ba con gái. Gia đình ông ngay lập tức di chuyển với đến Hồ Lô Đảo cho sứ mệnh bí mật của ông nhưng ông phải giảm tiếp xúc với những người khác trong gia đình. Ông hiếm khi đến thăm bố mẹ ở Quảng Đông, họ không biết ông đang làm gì cho đến khi vai trò của ông được công bố trong một bài báo trên tạp chí năm 1987.